# Хімічний комп'ютер
Хімічний комп'ютер (також може називатися реакційно-дифузійний комп'ютер, BZ-комп'ютер (від прізвищ вчених Бєлоусова та Жаботинського) або gooware-комп'ютер) — система, в якій дані кодуються хімічними властивостями речовин (концентрація, колір, кристалічна структура тощо), а обчислювальні процеси відбуваються у вигляді хвильових хімічних реакцій (Реакція Бєлоусова — Жаботинського) . На даний час роботи над розробкою хімічного комп'ютера перебувають у дуже ранній експериментальної стадії, але можуть мати великий потенціал для комп'ютерної індустрії.
У 1941 році математики Ріхард Курант і Герберт Роббінс у своїй книзі «Що таке математика?» писали про те, що різні математичні завдання корисно реалізовувати у вигляді різних фізичних пристроїв. Тобто, альтернативні підходи потрібні тому, що існують, які з їх допомогою будуть вирішуватися краще, ніж за допомогою традиційних електронних обчислювальних машин. Ця проста думка стала ідеологічною основою для розвитку того, що сьогодні називають нетрадиційними обчисленнями (unconventional computing).
Простота цієї технології є однією з головних причин, чому хімічний комп'ютер у майбутньому може перетворитися на серйозного конкурента для машин на базі звичайних апаратних засобів. Сучасний мікропроцесор є надзвичайно складним пристроєм, а набір хімічних речовин є досить простим і стабільним компонентом.

## Історія
У 1951 році радянський хімік Борис Бєлоусов, вивчаючи окислення лимонної кислоти броматом калію в кислотному середовищі в присутності іонів церію, виявив у цієї хімічної системи автоколивання — колір розчину змінювався від безбарвного до жовтого і назад. З точки зору хіміків того часу, подібна поведінка хімічної системи вважалося просто неможливою, тому роботу на цю тему Бєлоусову вдалося видати з великими труднощами і тільки через сім років.
У 1969 іншому радянському хіміку — Анатолію Жаботинському — вдалося побудувати математичну модель «неможливого» процесу (рівняння, до речі, виявилися схожими на модель Лотткі-Вольтера, що описує у спрощеному вигляді конкуренцію між біологічними видами). Йому ж вдалося спостерігати дивовижний ефект — в тонкому шарі реакція відбувалася таким чином, що неозброєним оком було видно хвилі зміни концентрації, у подальшому це явище отримало назву Реакція Бєлоусова — Жаботинського. Саме ці хвилі та їх взаємодія наштовхнули вчених на ідею хімічного комп'ютера.
Зараз відомо досить багато реакцій типу Бєлоусова — Жаботинського, наприклад, реакція Бріггса — Раушера.

## Теорія
Лідером галузі вивчення хімічних комп'ютерів на сьогодні є Університет Західної Англії — саме тут розташовується Міжнародний центр з нетрадиційних обчислень, який регулярно організовує конференції для фахівців зі всього світу, а також публікує збірники праць. У цьому ж університеті працює один із головних ідеологів хімічних комп'ютерів професор Андрій Адамацький, на рахунку якого багато досягнень у цій галузі.
Спектр можливого застосування хімічних комп'ютерів досить широкий. Наприклад, в 90-х роках минулого століття француз Бріан Клото довів, що хімічні комп'ютери є універсальними апроксиматорами — з їх допомогою можна приблизно вивчати будь-яку систему диференціальних рівнянь з будь-якою наперед заданою точністю. Також, як показали дослідження останніх років, хімічні комп'ютери можуть використовуватися для аналізу зображень і побудови різного роду геометричних схем, наприклад діаграм Вороного.
Хімічні комп'ютери виявилися тісно пов'язані з так званими клітинними автоматами — у 2002 році Пауль Чапмен показав, що за допомогою клітинного автомата можна реалізувати машину Тюринга, яка є стандартною математичною моделлю ЕОМ. Таким чином, будь-яка задача, яку можна розв'язати за допомогою цифрової ЕОМ, в теорії може бути розв'язана за допомогою клітинного автомата.

## Практика
У 1989 році було показано, як світлочутливі хімічні реакції можуть виконувати обробку зображень. Це призвело до підйому в області дослідження «хімічних» обчислень. Андрій Адамацький в Університеті Західної Англії продемонстрував можливість створення простих логічних вентилів за допомогою хімічних процесів. Крім того, він теоретично показав, як гіпотетичне «2  +  середовище» моделюється як клітинний автомат і може виконувати обчислення.
Сьогодні дослідження знаходяться на тій стадії, коли вчені працюють над пошуком конкретних реалізацій прототипів процесів, які можна використати при розробці хімічного комп'ютера.
У 2009 році вийшла стаття А.Адамацького, в якій основним робочим тілом комп'ютера виступав перенасичений розчин ацетату натрію. Робота машини виглядала наступним чином — в тонкому шарі розчину містилися алюмінієві штирі (їх взаємне розташування — початкова умова задачі). В результаті з точок, де штирі потрапляли в розчин, в сторони розповзалися хвилі кристалізації. За допомогою подібного комп'ютера, наприклад, вчені отримували так звану діаграму Вороного — об'єкт, який використовується в різного роду завданнях. Якщо на площині є кінцевий набір точок (роль яких грали штирі), то для кожного елемента набору можна визначити так звану комірку Вороного — множину точок площини, для яких даний елемент є найближчим з усіх точок набору. Межі комірок Вороного (які являють собою добре помітні місця «зустрічей» хвиль кристалізації) утворюють розбиття площини, яке і називають діаграмою Вороного.
Через два роки Адамацький разом з колегами опублікував іншу роботу, в якій запропонував розглядати так званий нерегулярний бульбашковий комп'ютер. Регулярний бульбашковий комп'ютер — є, по суті, хімічною реалізацією клітинного автомата. Передбачається, що в розчині плавають однакові бульбашки з активними хімічними речовинами всередині. В результаті дифузії речовини сусідні бульбашки можуть обмінюватися подібними речовинами, що приводить до певної хімічної реакції. Як показала практика, головна трудність в реалізації такої обчислювальної машини — неможливість отримати стійку систему однакових бульбашок. Авторам роботи вдалося показати, що різного роду обчислювальні схеми можна відтворювати і на нерегулярному бульбашковому комп'ютері. Зокрема, їм вдалося отримати заперечення «або» (NOR) і заперечення виключаючи «або» (NXOR).

## Висновок
Наведені приклади показують, що працюючи над хімічними комп'ютерами вчені стикаються з великою кількістю проблем. З цього, зокрема, випливає, що в найближчі роки чекати масової появи хімічних обчислювальних машин не варто. Е.Адамацький стверджує, що подібні машини не замінять сучасні комп'ютери, а можуть тільки доповнити їх. Разом з тим, у багатьох прикладних питаннях подібні системи можуть виявитися дуже ефективними.